# Igor Gorbatenko
Bản mẫu:Eastern Slavic name
Igor Nikolayevich Gorbatenko (tiếng Nga: Игорь Николаевич Горбатенко; sinh ngày 13 tháng 2 năm 1989) là một cầu thủ bóng đá người Nga. Anh chơi ở vị trí tiền vệ trung tâm cho F.K. Arsenal Tula.

## Sự nghiệp câu lạc bộ
Anh ra mắt chuyên nghiệp tại Russian Second Division năm 2006 cho F.K. Krylia Sovetov-SOK Dimitrovgrad.
Vào tháng 1 năm 2015, Gorbatenko ký hợp đồng với F.K. Krylia Sovetov Samara, cùng bản hợp đồng thời hạn 18 tháng.

## Sự nghiệp quốc tế
Gorbatenko là một trong những ngôi sao của đội hình U-17 Nga giành chức vô địch Giải vô địch bóng đá U-17 châu Âu 2006. Anh là một phần của U-21 Nga tham dự Vòng loại giải vô địch bóng đá U-21 châu Âu 2011.

## Thống kê sự nghiệp

### Câu lạc bộ
Tính đến 13 tháng 5 năm 2018
| Câu lạc bộ            | Mùa giải             | Giải vô địch                | Giải vô địch | Giải vô địch | Cúp     | Cúp       | Châu lục | Châu lục  | Khác    | Khác      | Tổng cộng | Tổng cộng |
| Câu lạc bộ            | Mùa giải             | Hạng đấu                    | Số trận      | Bàn thắng    | Số trận | Bàn thắng | Số trận  | Bàn thắng | Số trận | Bàn thắng | Số trận   | Bàn thắng |
| --------------------- | -------------------- | --------------------------- | ------------ | ------------ | ------- | --------- | -------- | --------- | ------- | --------- | --------- | --------- |
| Krylia Sovetov-SOK    | 2006                 | PFL                         | 20           | 2            | 0       | 0         | –        | –         | –       | –         | 20        | 2         |
| Krylia Sovetov-SOK    | 2007                 | PFL                         | 21           | 5            | 0       | 0         | –        | –         | –       | –         | 21        | 5         |
| Krylia Sovetov-SOK    | Tổng cộng            | Tổng cộng                   | 41           | 7            | 0       | 0         | 0        | 0         | 0       | 0         | 41        | 7         |
| Spartak Moskva        | 2008                 | Giải bóng đá ngoại hạng Nga | 0            | 0            | 0       | 0         | 0        | 0         | –       | –         | 0         | 0         |
| Spartak Moskva        | 2009                 | Giải bóng đá ngoại hạng Nga | 2            | 0            | 0       | 0         | –        | –         | –       | –         | 2         | 0         |
| Ural Yekaterinburg    | 2010                 | FNL                         | 25           | 1            | 1       | 0         | –        | –         | –       | –         | 26        | 1         |
| Dynamo Bryansk        | 2011–12              | FNL                         | 7            | 1            | 0       | 0         | –        | –         | –       | –         | 7         | 1         |
| Ural Yekaterinburg    | 2011–12              | FNL                         | 17           | 0            | –       | –         | –        | –         | –       | –         | 17        | 0         |
| Ural Yekaterinburg    | Tổng cộng (2 spells) | Tổng cộng (2 spells)        | 42           | 1            | 1       | 0         | 0        | 0         | 0       | 0         | 43        | 1         |
| Spartak Moskva        | 2012-13              | Giải bóng đá ngoại hạng Nga | 4            | 0            | 1       | 0         | 0        | 0         | –       | –         | 5         | 0         |
| Spartak Moskva        | Tổng cộng (2 spells) | Tổng cộng (2 spells)        | 6            | 0            | 1       | 0         | 0        | 0         | 0       | 0         | 7         | 0         |
| Shinnik Yaroslavl     | 2013–14              | FNL                         | 17           | 4            | 1       | 1         | –        | –         | –       | –         | 18        | 5         |
| Shinnik Yaroslavl     | 2014–15              | FNL                         | 21           | 6            | 3       | 0         | –        | –         | –       | –         | 24        | 6         |
| Shinnik Yaroslavl     | Tổng cộng            | Tổng cộng                   | 38           | 10           | 4       | 1         | 0        | 0         | 0       | 0         | 42        | 11        |
| Krylia Sovetov Samara | 2014–15              | FNL                         | 12           | 2            | 1       | 0         | –        | –         | –       | –         | 13        | 2         |
| Krylia Sovetov Samara | 2015–16              | Giải bóng đá ngoại hạng Nga | 8            | 0            | 1       | 0         | –        | –         | –       | –         | 9         | 0         |
| Krylia Sovetov Samara | Tổng cộng            | Tổng cộng                   | 20           | 2            | 2       | 0         | 0        | 0         | 0       | 0         | 22        | 2         |
| Arsenal Tula          | 2015–16              | FNL                         | 14           | 2            | –       | –         | –        | –         | –       | –         | 14        | 2         |
| Arsenal Tula          | 2016–17              | Giải bóng đá ngoại hạng Nga | 23           | 0            | 1       | 0         | –        | –         | 2       | 0         | 26        | 0         |
| Arsenal Tula          | 2017–18              | Giải bóng đá ngoại hạng Nga | 24           | 3            | 1       | 0         | –        | –         | –       | –         | 25        | 3         |
| Arsenal Tula          | Tổng cộng            | Tổng cộng                   | 61           | 5            | 2       | 0         | 0        | 0         | 2       | 0         | 65        | 5         |
| Tổng cộng sự nghiệp   | Tổng cộng sự nghiệp  | Tổng cộng sự nghiệp         | 215          | 26           | 10      | 1         | 0        | 0         | 2       | 0         | 227       | 27        |